# لويس تيلمان
لويس تيلمان (بالإنجليزية: Lewis Tillman)‏ هو لاعب كرة قدم أمريكية أمريكي، ولد في 16 أبريل 1966 في هازلهورست في الولايات المتحدة.